# 边境州

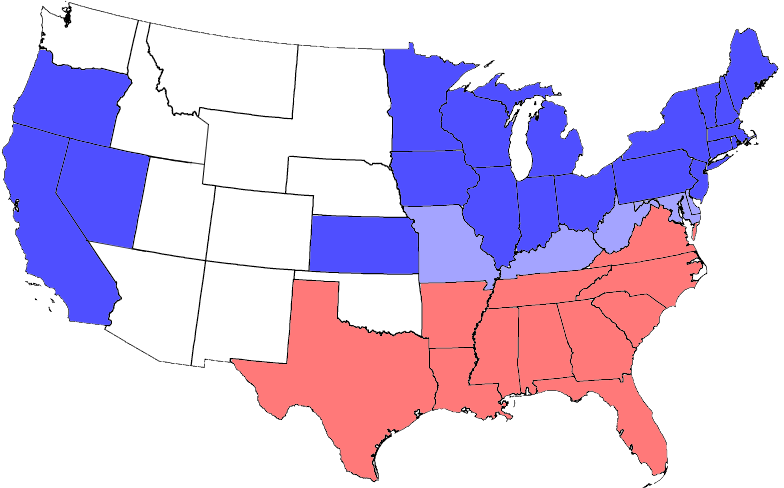
美国内战期间各州的地图。蓝色代表联邦，包括战争期间成立的州；浅蓝色代表边境州；红色代表邦联；未填色的区域在内战期间尚未建州。

在美国南北战争（1861-1865）的语境下，边境州指内战中没有退出联邦的蓄奴州，包括特拉华州、马里兰州、肯塔基州、密苏里州，以及1863年加入联邦的西弗吉尼亚州。边境州北方与联邦的各自由州接壤，而南方与邦联的各蓄奴州接壤（特拉华州則是與半島上屬於維吉尼亞州的領土接壤）。
在1861年，美国的34个州中有19个是自由州，有15个是蓄奴州。与南部的蓄奴州相比，边境州的奴隶的比例较低。被奴役人口相对较少的特拉华州从未宣布退出联邦。马里兰州没有退出联邦则要很大程度上归功于当地的联邦主义者和联邦军队。另外两个州，肯塔基州和密苏里州，则出现了对立政府，但它们的大部分领土仍处于联邦控制之下。有四个州直到萨姆特堡战役结束后才退出联邦，在此之前他们也短暂地被认为是边界州：阿肯色州，北卡罗来纳州，田纳西州和弗吉尼亚州。西弗吉尼亚州也是一个边境州，该州由弗吉尼亚州的50个县组成，并于1863年成为联邦的新州。 
除了正规军之间的战斗外，边境地区（不限于各边境州）还发生了大规模的游击战以及许多次暴力袭击和暗杀。暴力行为在西弗吉尼亚州，肯塔基州东部和密苏里州西部尤其严重。其中最血腥的是1863年发生在堪萨斯州的劳伦斯大屠杀，至少有150名男性成人和儿童被杀；袭击的起因是为了报复堪萨斯州的联邦人员早先对密苏里州进行的一次较小规模的袭击。
边境州在地理，社会，政治和经济上同北方和南方都有联系，因而对战争的结果至关重要。他们仍然被认为是北方与南方的文化边界。战后由国会主导的重建不适用于边境州，因为它们从未脱离联邦；但在重建修正案通过之后，边境州也经历了自己的政治重组（political realignment）过程。 1880年以后，白人民主党人控制了这些地区大部分的立法权，通过吉姆·克劳法实施种族隔离制度并强加给黑人二等公民身份。但是，由于各种原因，尽管在1900年代出现了剥夺黑人选举权的运动，但黑人的选举权在边境州一直未被剥夺，这与原邦联各州黑人被剥夺了选举权的情况相反。
林肯1863年的《解放奴隶宣言》不适用于边境州。马里兰州（1864），密苏里州（1865）， 田纳西州（1865）和西弗吉尼亚州（1865）在战争结束前就废除了奴隶制。然而特拉华州和肯塔基州直到1865年12月第十三修正案生效时才废除了奴隶制。